# 徐驹王
徐驹王，是中国历史上西周早期诸侯国徐国的国君。

## 讨济于河
周公旦时期，一直到周成王、周康王时期，西周和徐国的战争非常频繁。在周成王元年（前1042年），参与了以武庚为首的商朝残余贵族针对周朝叛乱——武庚叛乱，徐子自称徐驹王，反抗周公的东征。徐驹王起兵直接攻打周朝一直打到黄河边，徐人自豪于“先君驹王西讨济于河”。

## 杂录
- 有人认为徐福就是日本的开国者神武天皇仲田玄，并认为他是颛顼後人徐驹王的29世孙[1][2]。
- 《礼记·檀弓》篇中记录了徐国大夫容居的回忆：“昔我先君驹王，西讨，济于河。”[3]